# Plaza Baquedano
La Plaza Baquedano, conocida popularmente como Plaza Italia, está ubicada en la comuna de Providencia, en la unión con la de Santiago por el poniente y Recoleta por el norponiente en la ciudad chilena de Santiago.
Recibe su nombre por el monumento al general Baquedano del escultor local Virginio Arias, inaugurado en 1928, en honor del principal líder chileno durante la Guerra del Pacífico (1879-1884). Es asociada con el general Baquedano ya que, tras el fin del conflicto bélico, el militar —quien residía cerca— pasaba seguido por el lugar en su caballo hacia los mercados del barrio La Chimba para compartir con los rotos, personas con las que triunfó en las batallas en los desiertos. 
Desde el 12 de marzo de 2021, el monumento al general Manuel Baquedano no se encuentra en su lugar habitual, ya que fue sometido a un proceso de restauración tras una serie de actos de vandalismo. El 15 de junio de 2022 fue anunciado que el monumento no retornaría a la plaza.
A nivel urbano, desde sus orígenes ha sido un importante punto de convergencia vial, ferroviaria y social. La rotonda se encuentra en el origen de Avenida Providencia, a pasos de la Avenida Libertador General Bernardo O'Higgins —la principal de la ciudad— de la que es continuidad, y cerca de los accesos a las avenidas Vicuña Mackenna y Andrés Bello, así como a la Autopista Costanera Norte. En su entorno está el río Mapocho por el norte, el Parque Balmaceda por el este, los edificios Turri al sur, el Parque Forestal al oeste y la estación Baquedano del Metro de Santiago abajo.
Debido a su ubicación estratégica dentro de la ciudad, suele representar una frontera de las características socioeconómicas entre el «Santiago oriente» y el «Santiago centro-poniente», siendo también un núcleo de celebración de logros y de manifestaciones a nivel nacional.

## Historia

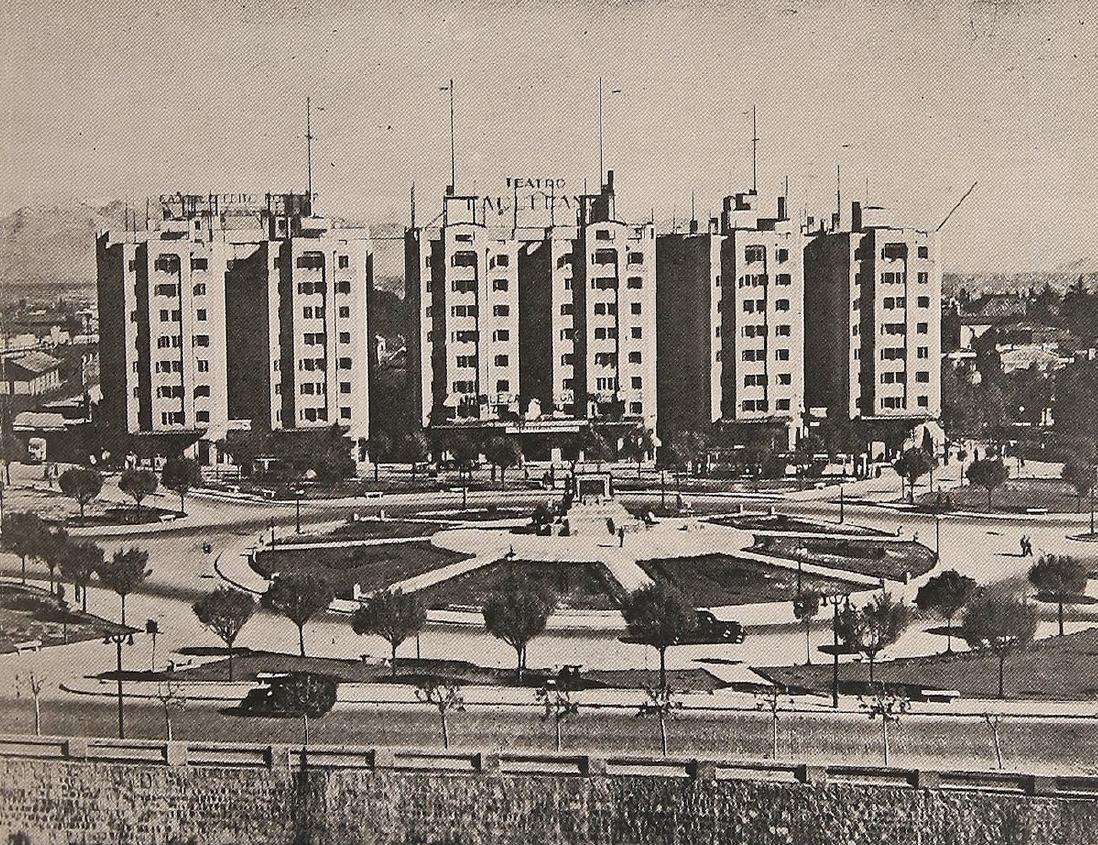
La plaza en 1938. Al fondo están los edificios Turri.

Fue construida durante la intendencia de Benjamín Vicuña en la esquina noreste del Camino de Cintura, el contorno de la ciudad. Según el historiador local Armando de Ramón, el lugar fue llamado como Plaza La Serena en 1875 como homenaje a la urbe chilena de la Provincia de Coquimbo; luego fue rebautizado como Plaza Colón en 1892 como el apellido del navegante genovés Cristóbal Colón con motivo del cuarto centenario del Descubrimiento de América.
Varios países entregaron donaciones urbanas a la capital cuando fue celebrado el centenario de la independencia de Chile. El gobierno italiano donó el Monumento al Genio de la Libertad. Para emular la ubicación de la Plaza Argentina frente a la Estación Central de Santiago, la estatua fue instalada frente a la recién construida estación ferroviaria Providencia y fue renombrada como Plaza Italia el 20 de septiembre de 1910. Desde entonces, la plaza ha sido un importante hito urbano de Santiago. Aun cuando su carácter ferroviario terminó en 1942, pasó a ser un nudo vial que conectaba las dos avenidas principales hacia el sector oriente y el sudeste, respectivamente Providencia y Vicuña Mackenna.
A fines de los años 1970 el sector de la plaza nuevamente fue remodelado debido a las obras de construcción de la extensión de la Línea 1 del Metro de Santiago, que incluían la estación Baquedano. En 1997 la escultura fue movida unos metros hacia el norte de la rotonda, cruzando una pista de la Avenida Providencia. Esta pequeña plazoleta pasó a llevar oficialmente dicho nombre, aunque en el uso popular siguió siendo utilizado para referirse a toda la plaza. En 2018 integró el Circuito callejero de Santiago utilizado por el Santiago ePrix de la Fórmula E y albergó el podio.
En el contexto del «estallido social» en octubre de 2019, se erigió como el principal punto de encuentro de los manifestantes. A partir de las demandas de este movimiento, ha pasado a ser denominada por los manifestantes como «Plaza de la Dignidad». A raíz de una pancarta desplegada el día 8 de noviembre, un grupo propuso renombrar la plaza, por lo que iniciaron una campaña de recolección de firmas y se tramitó la solicitud en la Municipalidad de Providencia la cual fue rechazada.

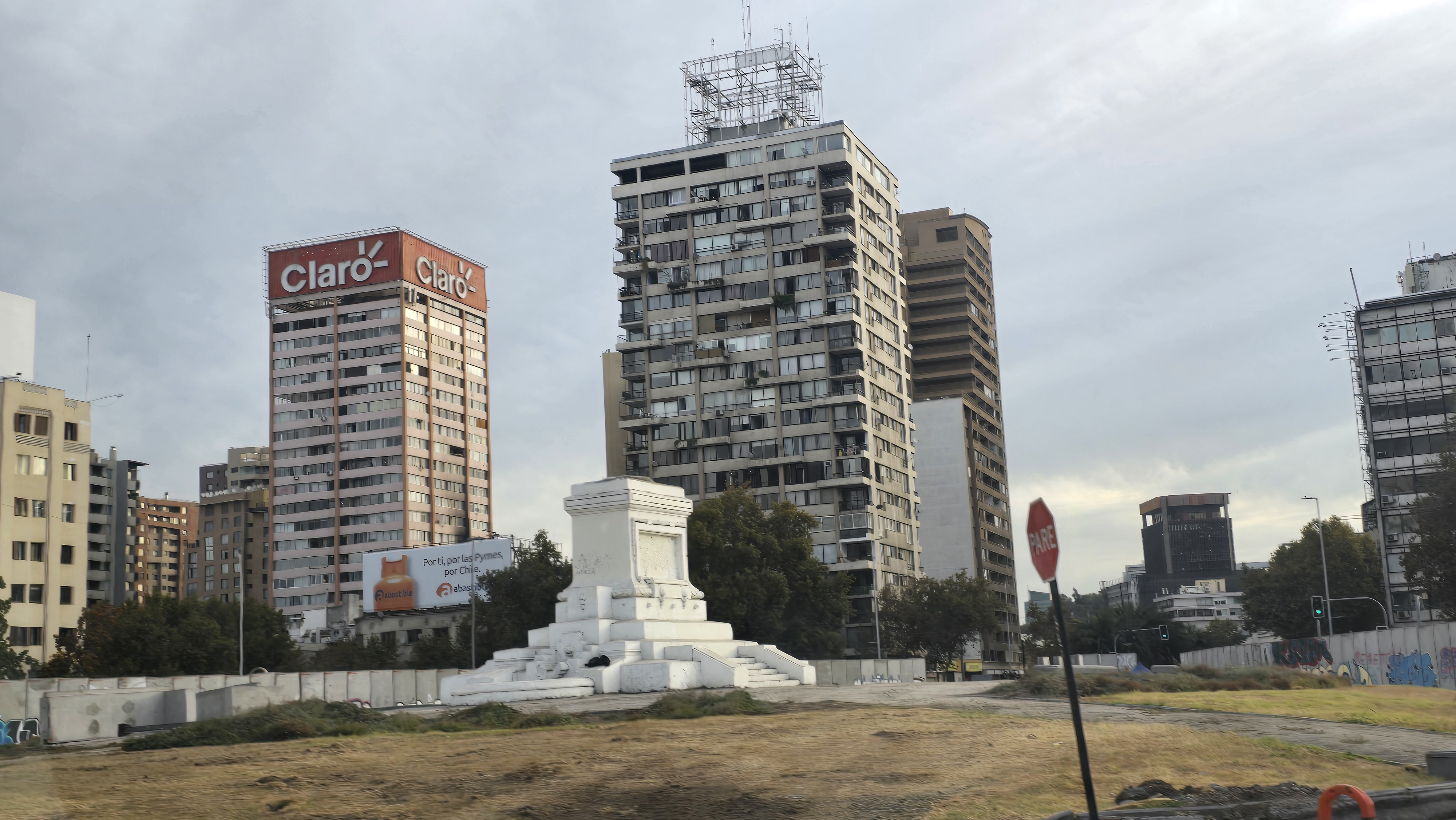
Plaza Baquedano durante obras viales de remodelación en 2025.

El 31 de octubre de 2024 se iniciaron las obras de transformación de la plaza en el marco del proyecto «Nueva Alameda», que incluyen la eliminación de la rotonda, la unión de las vías vehiculares de avenida Providencia en el borde sur del sector, y la facilitación de la conexión entre los parques Forestal, Balmaceda y Bustamante.

## Monumentos

### Monumento al Genio de la Libertad

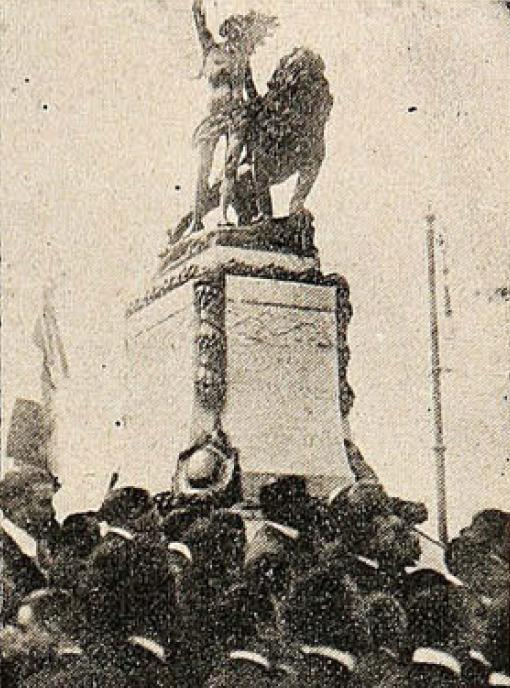
Inauguración del Monumento al Genio de la Libertad (20 de septiembre de 1910).

Conocido popularmente como «El Ángel y el León», es una escultura hecha en bronce. Fue diseñada por el escultor ítalo-argentino Roberto Negri y elaborada por la fundición metalúrgica Rómulo Tonti en la capital chilena. La obra fue una donación de la colonia italiana residente en Chile como un monumento conmemorativo del Centenario del país e inaugurada el 20 de septiembre de 1910. En la ocasión hicieron de oradores el embajador peninsular, el ministro de Hacienda Carlos Balmaceda y el diputado Armando Quezada.
En 1928, fue trasladado al costado sureste de dicho sector. En 1979, debido a las obras de construcción de la extensión de la Línea 1 del Metro de Santiago —que incluían la estación Baquedano—, el monumento fue trasladado al frente del Parque Bustamante, mientras que fue guardado desde 1994 y trasladado a su ubicación actual en 1997 debido a la construcción de la Línea 5 del ferrocarril metropolitano.

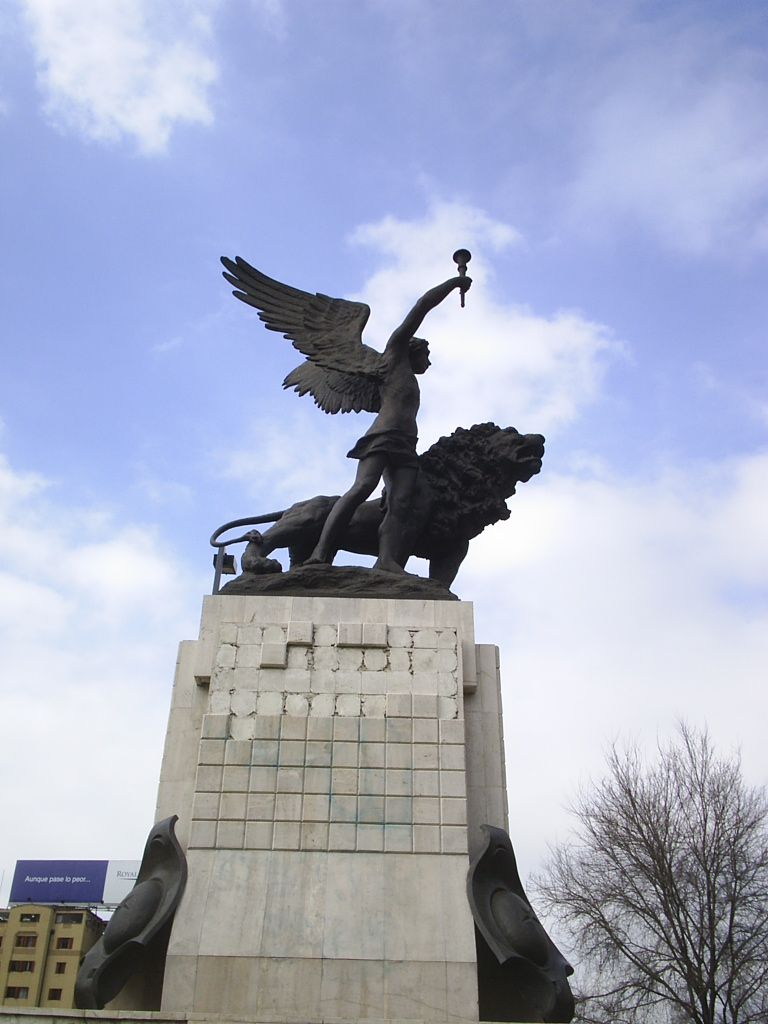
Vista lateral norte en 2006.

Tiene estética neoclásica, está orientado hacia el poniente y compuesto por dos figuras montadas en un pedestal blanco: un ángel niño que lleva el brazo derecho alzado y en su mano una antorcha, mientras que con la otra acaricia a un león a su lado que lo protege, cuando van caminando y mirando hacia el frente. La criatura es una alegoría de la libertad de la joven república chilena y el felino, una representación del pueblo italiano. En la placa conmemorativa aparece: «Gli Italiani a la Independenza de Cile, 1810-1910» («Los italianos a la independencia de Chile, 1810-1910»).

### Monumento al general Baquedano

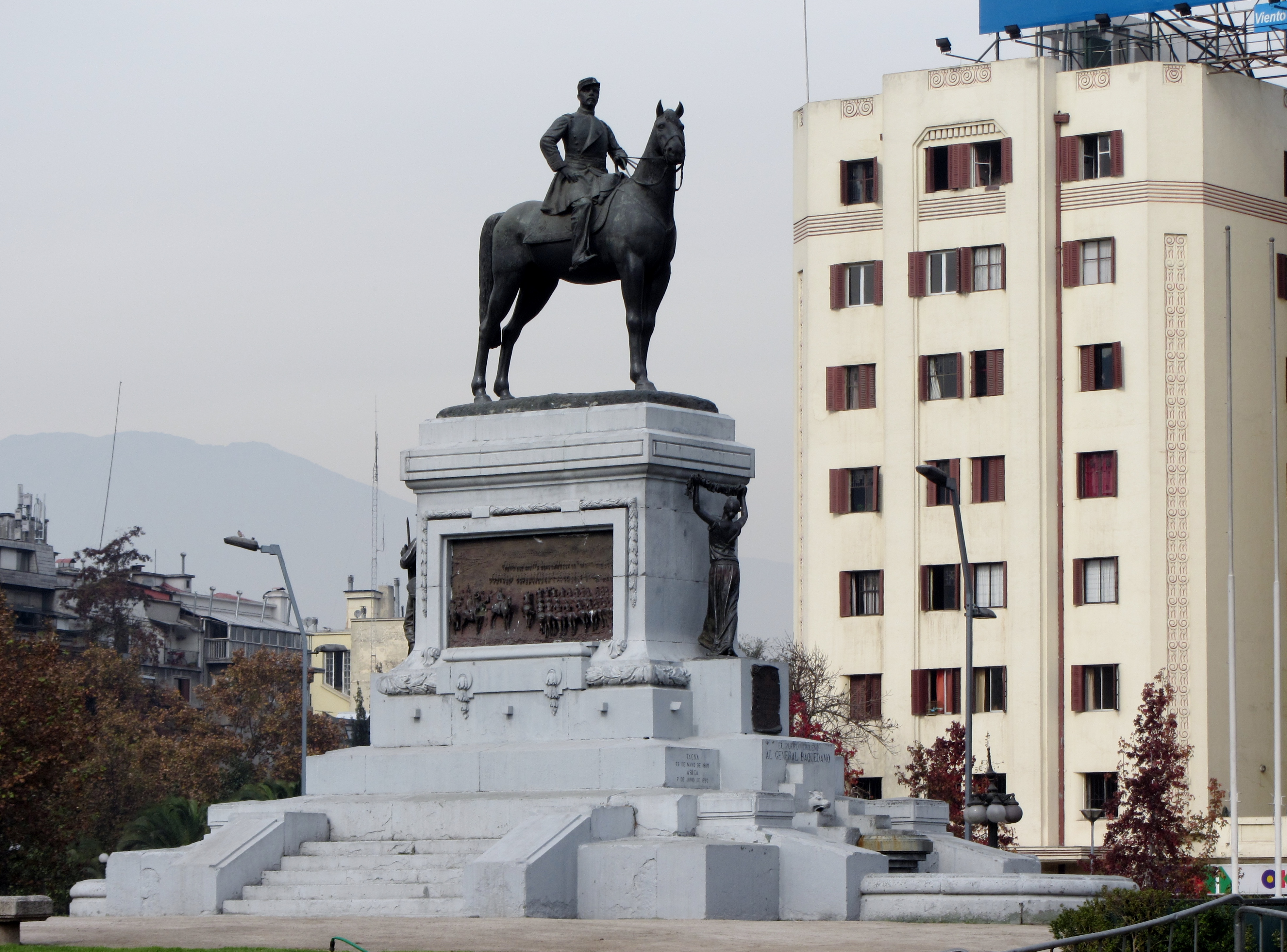
Vista lateral norte en 2014.

La plaza fue remodelada y colocada la estatua —fundida en la Escuela de Artes y Oficios— del general invicto del Ejército de Chile Manuel Baquedano —su comandante en jefe entre 1880 y 1881— como homenaje a su participación en la Guerra del Pacífico, siendo inaugurada por el presidente de Chile Carlos Ibáñez el 18 de septiembre de 1928.
Durante las protestas del estallido social el monumento a Baquedano sufrió daños de diversa índole. Asimismo, la estatua del «soldado anónimo» fue derribada y dañada en medio de las manifestaciones, por lo que la Municipalidad de Providencia decidió retirarla del lugar junto con la estatua de «la libertad». Lo anterior para la protección y restauración de ambas esculturas. Se evaluó incluso retirar la estatua del general Baquedano, pero la idea se desechó por estimarse que estaba firmemente anclada.
Tras la serie de daños sufridos durante las diferentes manifestaciones de 2019, en marzo de 2021 el Consejo de Monumentos Nacionales decidió retirar la estatua para someterla a restauraciones que durarían un año. El 15 de junio de 2022 el Consejo de Monumentos Nacionales, a través de una petición del Ejército de Chile, autorizó el traslado de la estatua al Museo Histórico y Militar. Con esto el regreso del monumento a la plaza es incierto. El 7 de febrero de 2025 el Consejo de Monumentos Nacionales aprobó la solicitud de reubicación del monumento, autorizando su retiro de la rotonda y su traslado a una ubicación por definir entre tres opciones: la Plaza Ercilla, a un costado del Edificio Bicentenario de la Comandancia en Jefe del Ejército; frente a la Escuela Militar, en el bandejón central de la Avenida Circunvalación Américo Vespucio; y en el bandejón central de la Alameda, donde se encuentra ubicado el monumento al general Manuel Bulnes.

## Significado sociopolítico

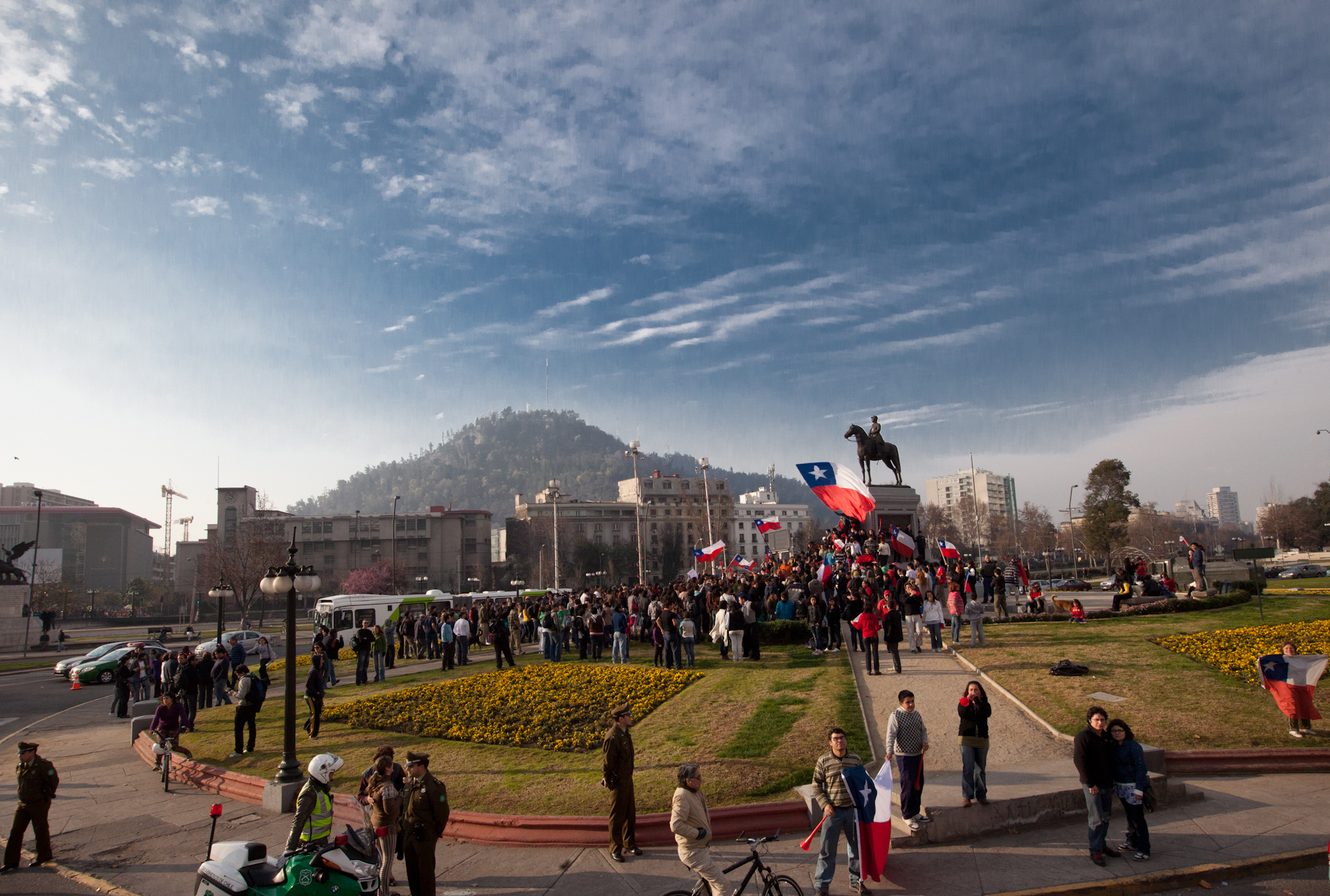
Celebraciones tras el anuncio de que los mineros de la mina San José están vivos (2010).

Es reconocida popularmente como un punto que divide a la ciudad entre «ricos y pobres», ya que hacia el este —la Cordillera de los Andes o arriba— está la zona nororiente de Santiago, conocida como «barrio alto» o «sector oriente», compuesto por las comunas con mayores ingresos de Chile: La Reina, Las Condes, Lo Barnechea, Providencia y Vitacura; mientras que para los otros sentidos las municipalidades tienen menos recursos, diferencia reforzada por la presencia de la estación Providencia entre 1911 y 1943 de los ferrocarriles de Circunvalación y del Llano de Maipo, ya que la vía férrea, así como el cordón del cerro San Cristóbal formaban una barrera cuando fue urbanizado en la primera mitad del siglo XX. Tras el levantamiento del terminal —que dio origen al Parque Bustamante—, fueron mantenidas las diferencias, siendo evidentes al atravesarla. De ahí surgieron las expresiones coloquiales que alguien o algo es «de Plaza Italia para arriba» o «de Plaza Italia para abajo», acuñadas por taxistas en los años 1960.

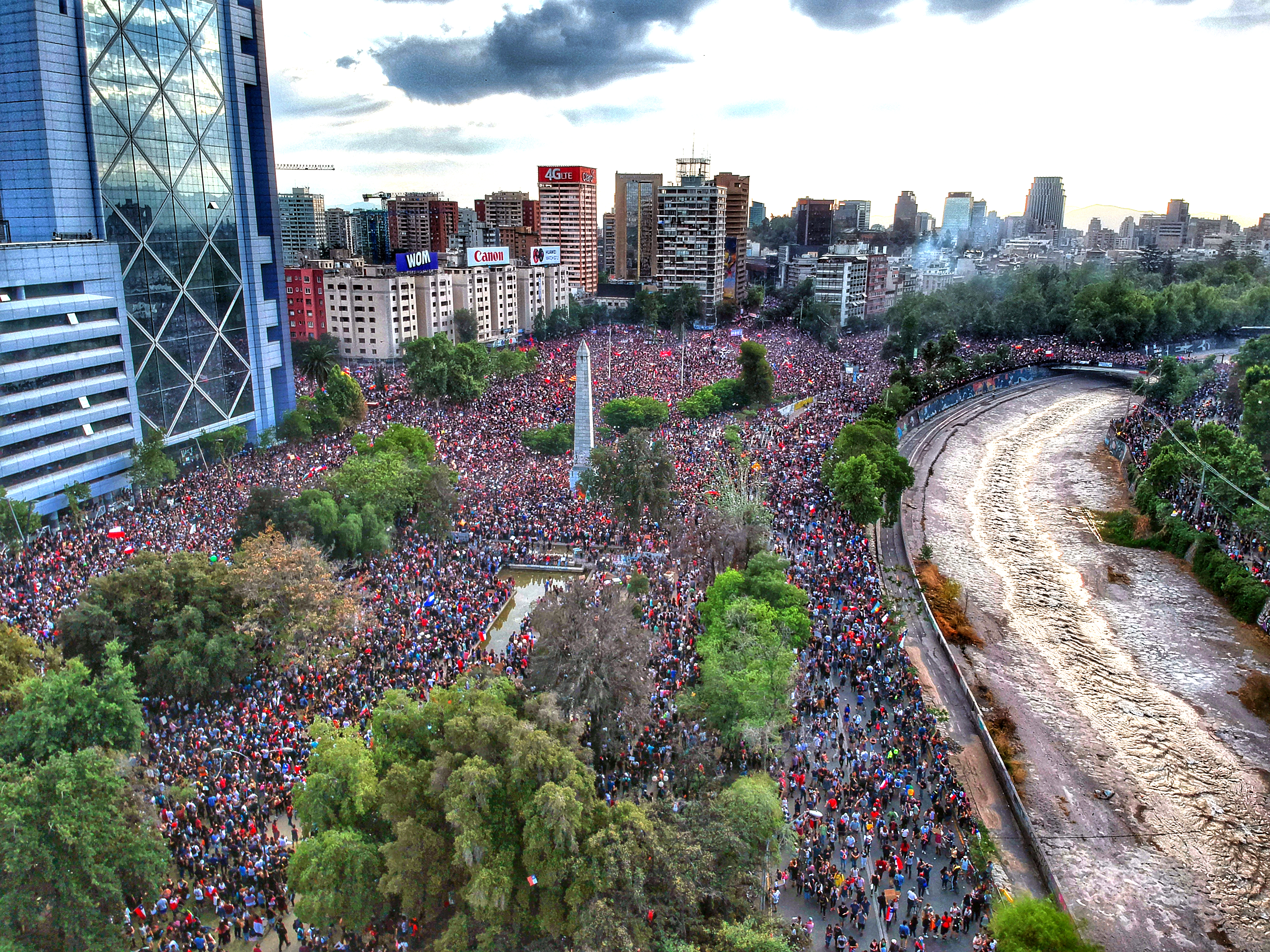
«La marcha más grande de Chile» de 2019.

Debido a dicha característica, el simbolismo patriótico triunfal del monumento y al estar en un lugar amplio, la plaza es usada como el núcleo de reunión de los santiaguinos, donde concurren grandes masas sin distinción de clase social o ideología política cuando existe algún acontecimiento que celebrar de carácter deportivo, político o social a nivel nacional; y está frente al barrio Bellavista —el principal bohemio del país— hacia el norte, separado por el río Mapocho. Por ejemplo, cuando alguien representa a Chile en un evento importante y resulta victorioso, la gente llega a festejar coreando el ceacheí, cantando el himno nacional y ondeando banderas chilenas, principalmente de la selección de fútbol y los tenistas —los deportes internacionales populares del país—, quienes generalmente son invitados después por el presidente al Palacio de La Moneda —la sede de gobierno—, como con la obtención de los títulos olímpicos en 2004 y de la Copa América en 2015.

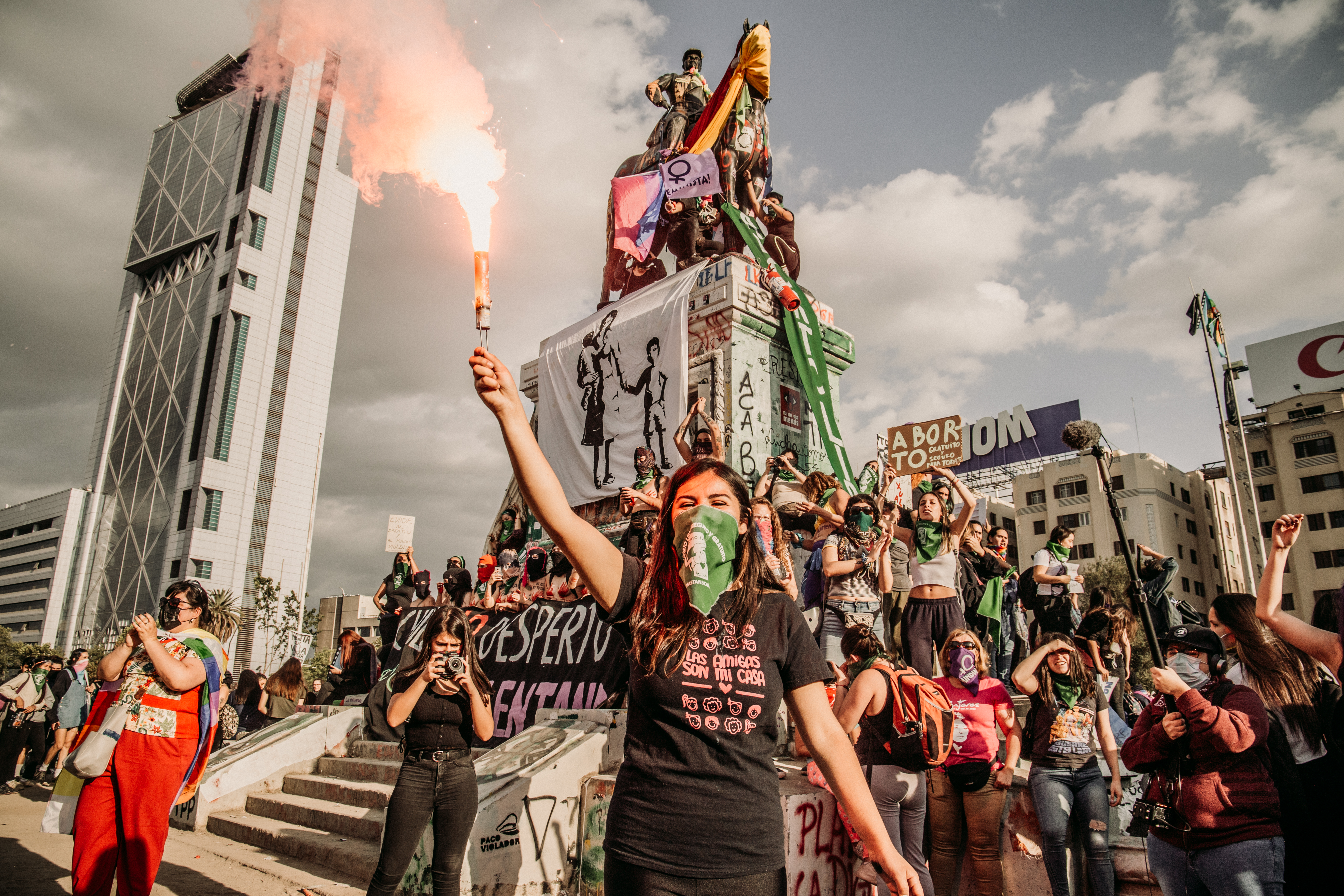
Marcha feminista en Plaza Baquedano, en el marco del estallido social en Chile.

Es señalada como el principal sitio de partida o concentración para el desarrollo de manifestaciones masivas —reemplazó a la Plaza Bulnes desde los años 1980 debido a la dictadura militar (1973-1990), actual Plaza de la Ciudadanía—, como las iniciadoras Jornadas de Protesta Nacional y la movilización estudiantil de 2011, ya que está en el margen este de la principal vía de la capital por donde transcurren, la Avenida Libertador General Bernardo O'Higgins, las que finalizan frente al Palacio de La Moneda o sobre la metro estación Los Héroes. Desde 1994 los primeros martes de cada mes se reúnen cientos de personas para iniciar desde ahí una cicletada organizada por el movimiento Furiosos Ciclistas, según un tramo variable acordado con las autoridades y los carabineros. También son realizadas intervenciones artísticas y eventos que los organizadores buscan notoriedad.
Tras el inicio del estallido social en octubre de 2019, la plaza se convirtió en un foco de manifestaciones y protestas contrarias al gobierno de Sebastián Piñera. Cientos de miles de personas se reunieron recurrentemente en sus alrededores, alcanzando un máximo de 1,2 millones de personas en la llamada «La marcha más grande de Chile». Los enfrentamientos entre manifestantes y la policía derivaron en daños a la plaza y a la infraestructura pública y privada de su entorno. Dos personas fallecieron en el lugar; Abel Acuña, fallecido producto de un paro cardiorrespiratorio asociado a enfermedad cardiovascular y Mauricio Fredes, por asfixia por sumersión tras caer a un foso que estaba sin tapa por actos de vandalismo. Además, en el contexto de las manifestaciones, varias personas sufrieron lesiones graves.